# Grand Prix automobile de Bahreïn 2016
GP précédent GP suivant
Le Grand Prix automobile de Bahreïn 2016 (2016 Formula 1 Gulf Air Bahrain Grand Prix), disputé le 3 avril 2016 sur le circuit international de Sakhir à Sakhir, est la 937e épreuve du championnat du monde de Formule 1 courue depuis 1950 et la deuxième manche championnat 2016. Comme en 2015, la deuxième séance d'essais libres, les qualifications et la course sont disputés de nuit. 
Dix jours après son violent accident au dix-septième tour du Grand Prix d'Australie à Melbourne et à la suite d'examens effectués le 30 mars, Fernando Alonso n'est pas autorisé par le corps médical de la FIA à prendre le départ de cette course ; il est remplacé chez McLaren-Honda par Stoffel Vandoorne.
En réalisant, en 1 min 29 s 493, la cinquante-et-unième pole position de sa carrière, sa deuxième consécutive cette saison, Lewis Hamilton, qui devance son coéquipier Nico Rosberg de 77 millièmes de seconde, bat le record de la piste de Sakhir détenu depuis 2005 par Mark Webber au volant d'une Williams FW27 à moteur V10 BMW. Pour la première fois, un pilote propulsé par un moteur V6 de 1,6 litre turbocompressé hybride améliore le record d'une des pistes du championnat. C'est par ailleurs la huitième fois consécutivement que la première ligne est entièrement aux couleurs des Flèches d'Argent. Elles devancent les deux Ferrari SF16-H de Sebastian Vettel et Kimi Räikkönen, à l'issue d'une troisième phase des qualifications où seules ces quatre voitures ont réalisé deux tentatives. La troisième ligne est occupée par Daniel Ricciardo sur Red Bull RB12 et Valtteri Bottas au volant d'une Williams FW38. 
Auteur d'un départ parfait, Nico Rosberg s'envole en tête de la course, mène les cinquante-sept tours sans jamais être inquiété et remporte la seizième victoire de sa carrière, sa cinquième consécutive en comptant ses trois succès en fin de saison 2015. Dès le tour de formation, le moteur de la Ferrari de Sebastian Vettel part en fumée, provoquant son premier abandon pour cause mécanique avec l'écurie de Maranello et le premier de sa carrière sans avoir couru. À l'extinction des feux, Lewis Hamilton, qui rate son envol, se retrouve englué dans le peloton au premier virage et est harponné par la Williams de Valtteri Bottas, d'emblée troisième dans le sillage de son coéquipier Felipe Massa. Kimi Räikkönen, également auteur d'un mauvais départ, accède à la deuxième place dès le septième tour et la conserve jusqu'au bout, Hamilton remontant au troisième rang pour compléter le podium. Daniel Ricciardo termine à nouveau en quatrième position tandis que Romain Grosjean, parti de la neuvième place sur la grille, enchaîne les dépassements lors de chacun de ses trois relais et achève la course à la cinquième place. Il devance Max Verstappen, sixième et dernier pilote classé dans le même tour que Rosberg. Daniil Kvyat prend le meilleur sur les deux Williams (Massa huitième, Bottas neuvième) et Stoffel Vandoorne marque un point pour son premier Grand Prix en Formule 1, au volant de la McLaren-Honda de Fernando Alonso. 
Au classement des pilotes, Rosberg mène toujours le championnat, avec 50 points sur 50 possibles, et devance son coéquipier Hamilton (33 points). Il est suivi par Ricciardo (24 points), Räikkönen et Grosjean (18 points). Mercedes, avec 83 points, mène le championnat constructeurs devant Ferrari (33 points) et Red Bull Racing (30 points) ; suivent  Williams (20 points), Haas (18 points), Scuderia Toro Rosso (11 points) Force India (6 points) et McLaren (1 point).

## Pneus disponibles
| Pneus pour piste sèche | Pneus pour piste sèche | Pneus pour piste sèche | Pneus pluie    | Pneus pluie |
| ---------------------- | ---------------------- | ---------------------- | -------------- | ----------- |
| Super tendres          | Tendres                | Medium                 | Intermédiaires | Pluie       |

## Essais libres

### Première séance, le vendredi de 14 h à 15 h 30
| Pos. | Pilote           | Voiture              | Chrono         | Écart     |
| ---- | ---------------- | -------------------- | -------------- | --------- |
| 1    | Nico Rosberg     | Mercedes             | 1 min 32 s 294 |           |
| 2    | Lewis Hamilton   | Mercedes             | 1 min 32 s 799 | + 0 s 505 |
| 3    | Kimi Räikkönen   | Ferrari              | 1 min 34 s 128 | + 1 s 834 |
| 4    | Daniel Ricciardo | Red Bull-TAG Heuer   | 1 min 34 s 461 | + 2 s 167 |
| 5    | Daniil Kvyat     | Red Bull-TAG Heuer   | 1 min 34 s 541 | + 2 s 247 |
| 6    | Nico Hülkenberg  | Force India-Mercedes | 1 min 34 s 601 | + 2 s 307 |

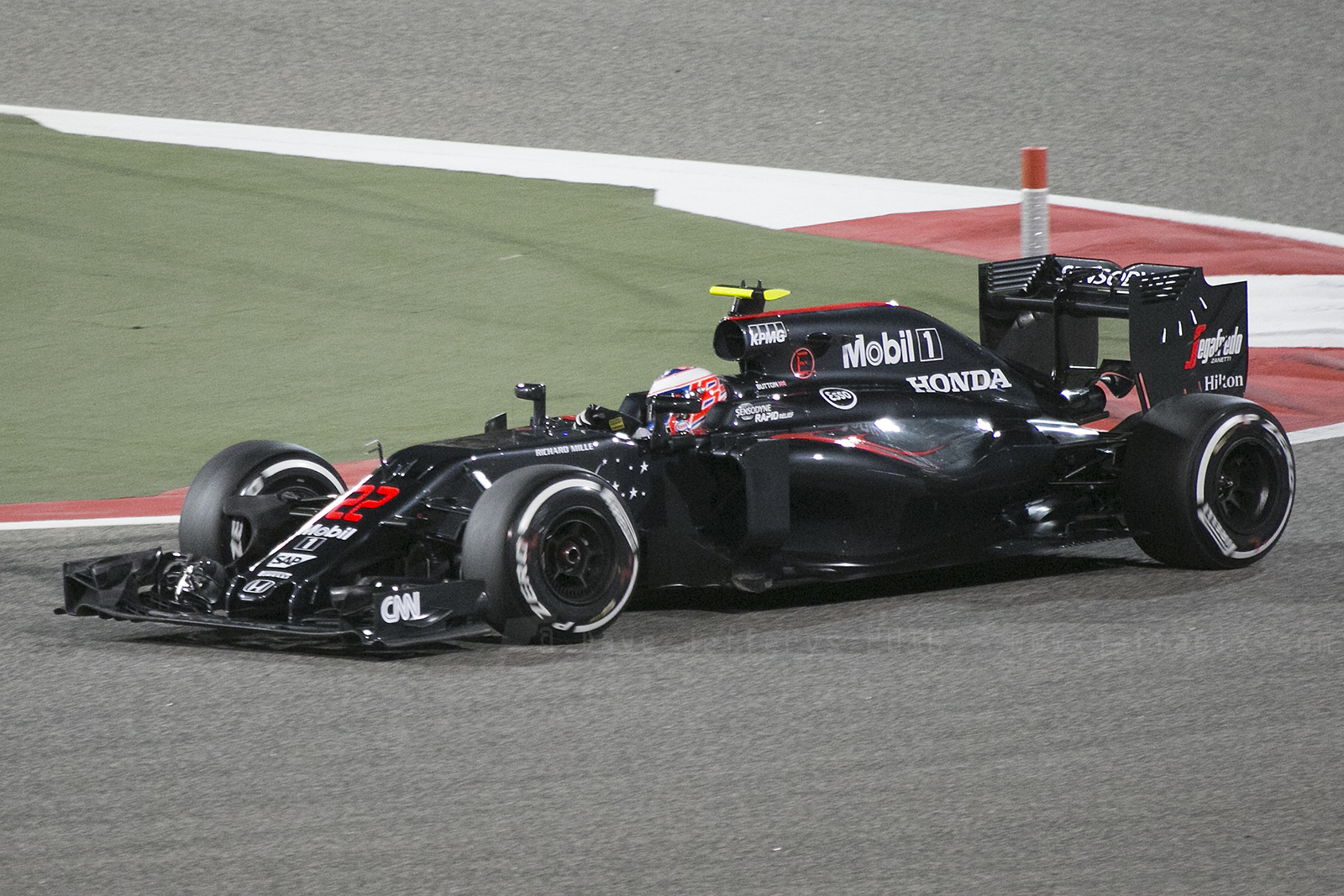
Jenson Button à Bahreïn en 2016.

- Alfonso Celis Jr., pilote-essayeur chez Force India, remplace Sergio Pérez lors de cette séance d'essais.
- Stoffel Vandoorne, pilote de réserve chez McLaren Racing, remplace Fernando Alonso pour l'ensemble du weekend de course[2].

### Deuxième séance, le vendredi de 18 h à 19 h 30

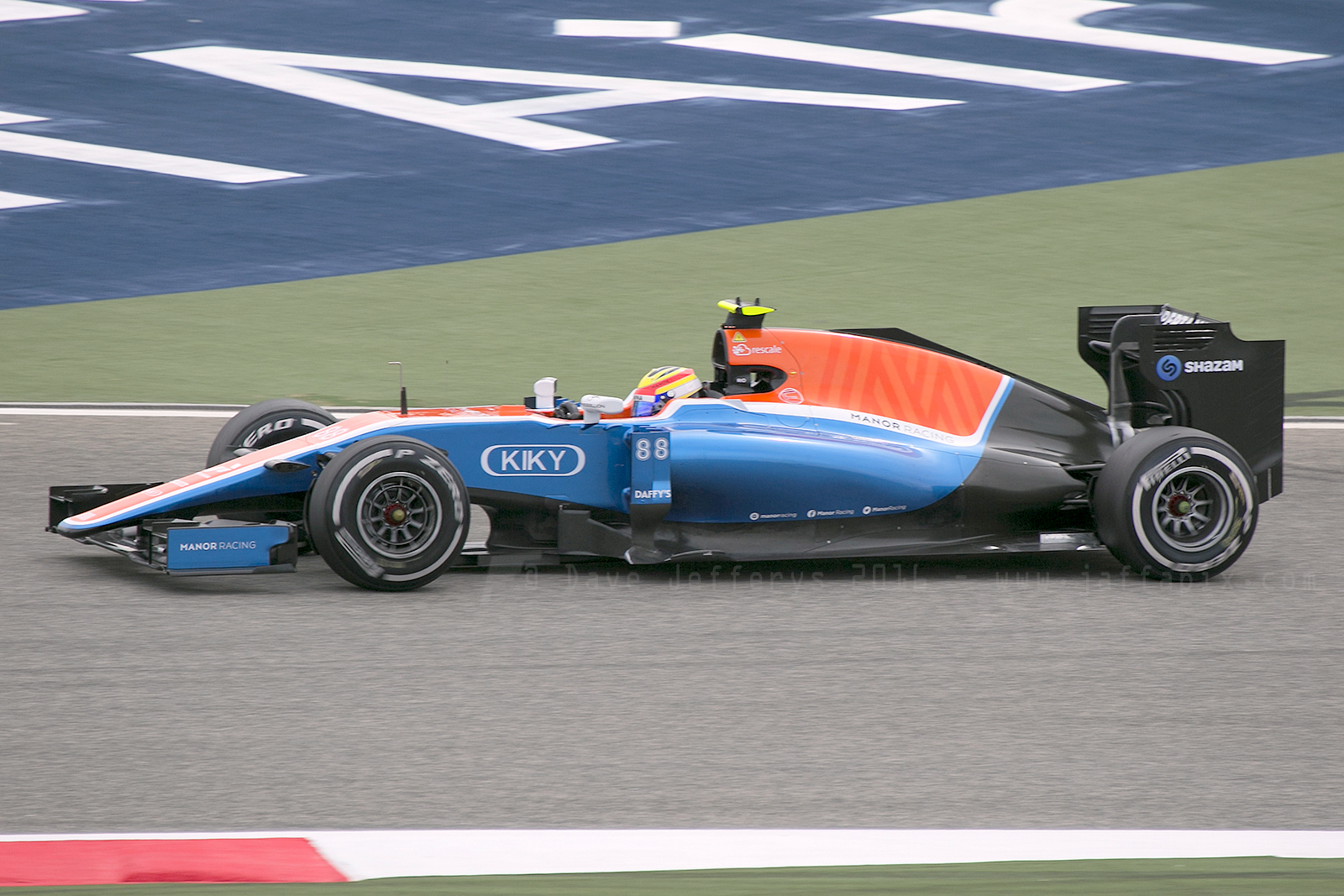
Rio Haryanto à Bahreïn en 2016.

| Pos. | Pilote           | Voiture            | Chrono         | Écart     |
| ---- | ---------------- | ------------------ | -------------- | --------- |
| 1    | Nico Rosberg     | Mercedes           | 1 min 31 s 001 |           |
| 2    | Lewis Hamilton   | Mercedes           | 1 min 31 s 242 | + 0 s 241 |
| 3    | Jenson Button    | McLaren-Honda      | 1 min 32 s 281 | + 1 s 280 |
| 4    | Max Verstappen   | Toro Rosso-Ferrari | 1 min 32 s 406 | + 1 s 405 |
| 5    | Kimi Räikkönen   | Ferrari            | 1 min 32 s 452 | + 1 s 451 |
| 6    | Sebastian Vettel | Ferrari            | 1 min 32 s 650 | + 1 s 649 |

### Troisième séance, le samedi de 15 h à 16 h

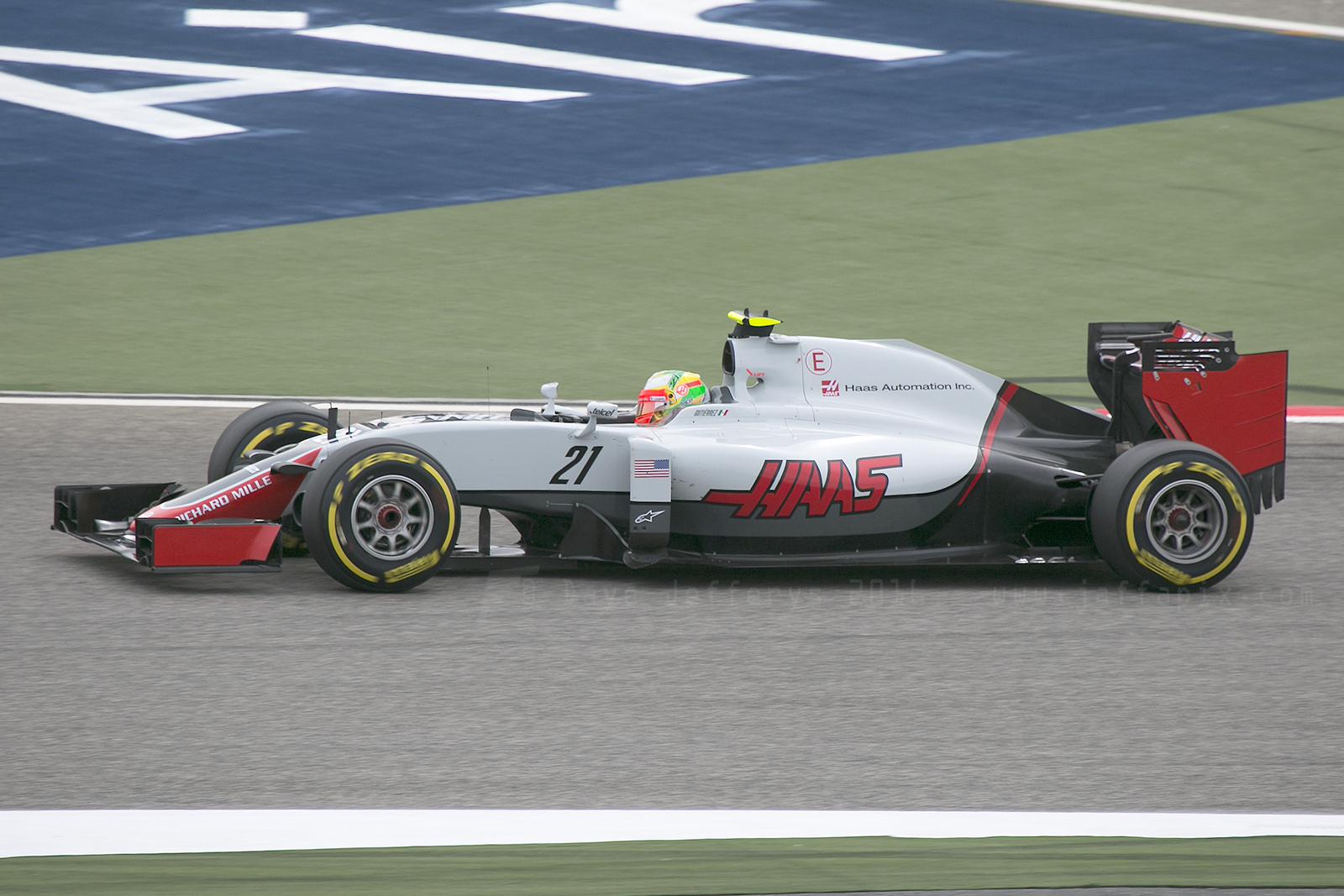
Esteban Gutiérrez à Bahreïn en 2016.

| Pos. | Pilote           | Voiture           | Chrono         | Écart     |
| ---- | ---------------- | ----------------- | -------------- | --------- |
| 1    | Sebastian Vettel | Ferrari           | 1 min 31 s 683 |           |
| 2    | Kimi Räikkönen   | Ferrari           | 1 min 31 s 723 | + 0 s 040 |
| 3    | Nico Rosberg     | Mercedes          | 1 min 32 s 104 | + 0 s 421 |
| 4    | Lewis Hamilton   | Mercedes          | 1 min 32 s 160 | + 0 s 477 |
| 5    | Valtteri Bottas  | Williams-Mercedes | 1 min 32 s 675 | + 0 s 992 |
| 6    | Romain Grosjean  | Haas-Ferrari      | 1 min 33 s 082 | + 1 s 399 |

## Séances de qualifications

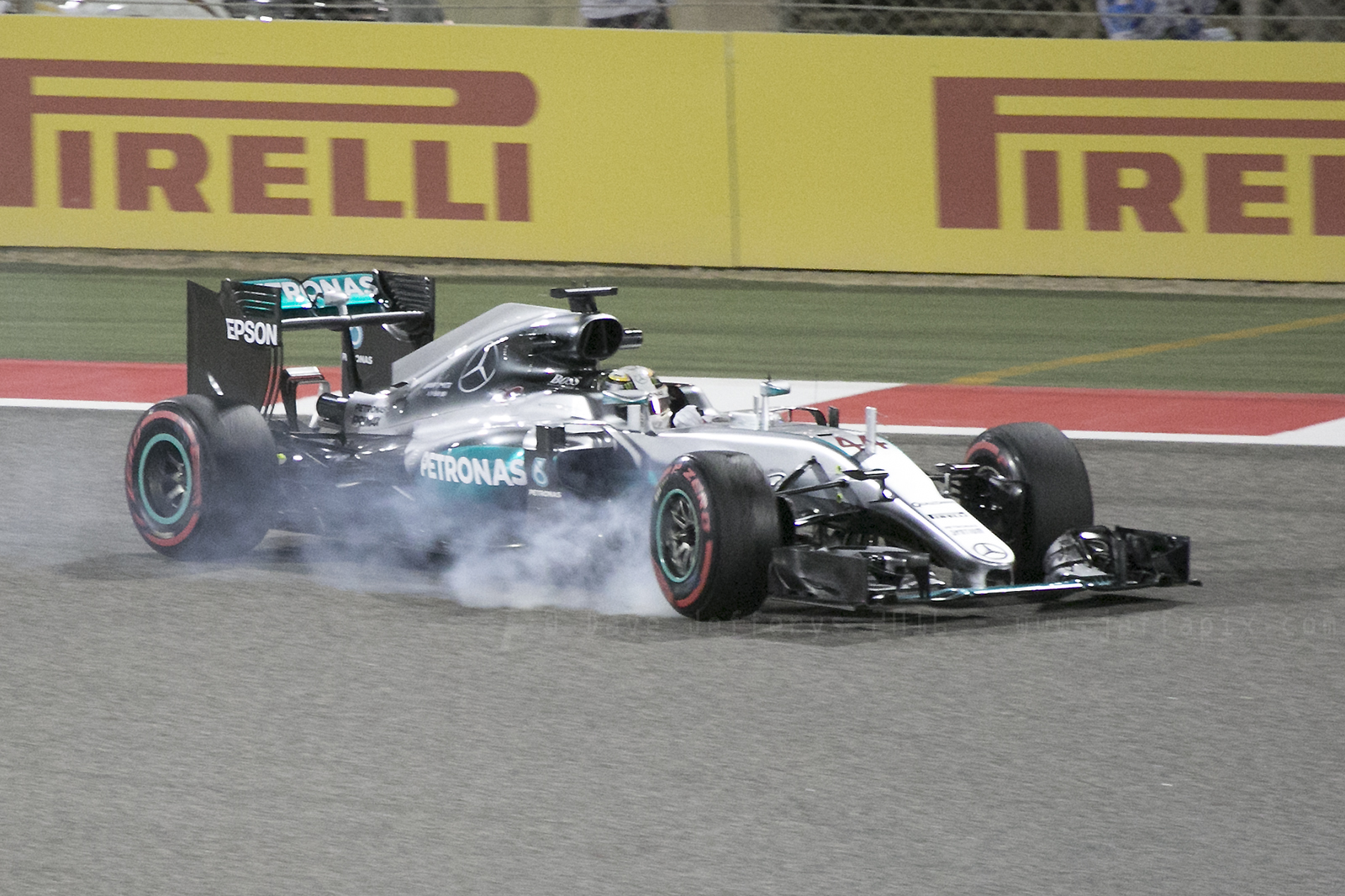
Lewis Hamilton à Bahreïn en 2016.

Les écuries de Formule 1 ont proposé, à l'unanimité, l'abandon du système de qualifications par élimination mis en place pour le premier Grand Prix 2016 à Melbourne et la réintroduction du système en vigueur précédemment. Toutefois, après réflexion, Williams F1 Team, Force India et Pirelli s'opposent au retour de l'ancien système. Le jeudi 24 mars, faute de l'accord unanime des vingt-six membres de la Commission F1 nécessaire pour changer le règlement en cours de saison, le format qualificatif à élimination est finalement conservé. 
Malgré de nouvelles récriminations violentes des patrons d'équipe et des pilotes à l'issue des qualifications à Sakhir, une nouvelle réunion tenue sous la houlette de Jean Todt et Bernie Ecclestone avec toutes les équipes, le dimanche 3 avril au matin, n'a débouché sur aucun accord. Cette formule par éliminations successives qui reste tant décriée est ainsi maintenue pour le prochain Grand Prix, en Chine,,. Toutefois, la FIA s'est engagée à soumettre au vote, lors d'une prochaine réunion le jeudi 7 avril, une nouvelle proposition aux 26 membres de la commission F1, qui pourraient conduire à une modification de l'organisation des qualifications. 
Il s'agirait désormais de conserver les trois phases qualificatives sans élimination mais, afin d'obliger les pilotes à rouler davantage, les deux meilleurs temps obtenus lors de la Q1, de la Q2 et de la Q3 seraient additionnés,. 

### Résultats des qualifications

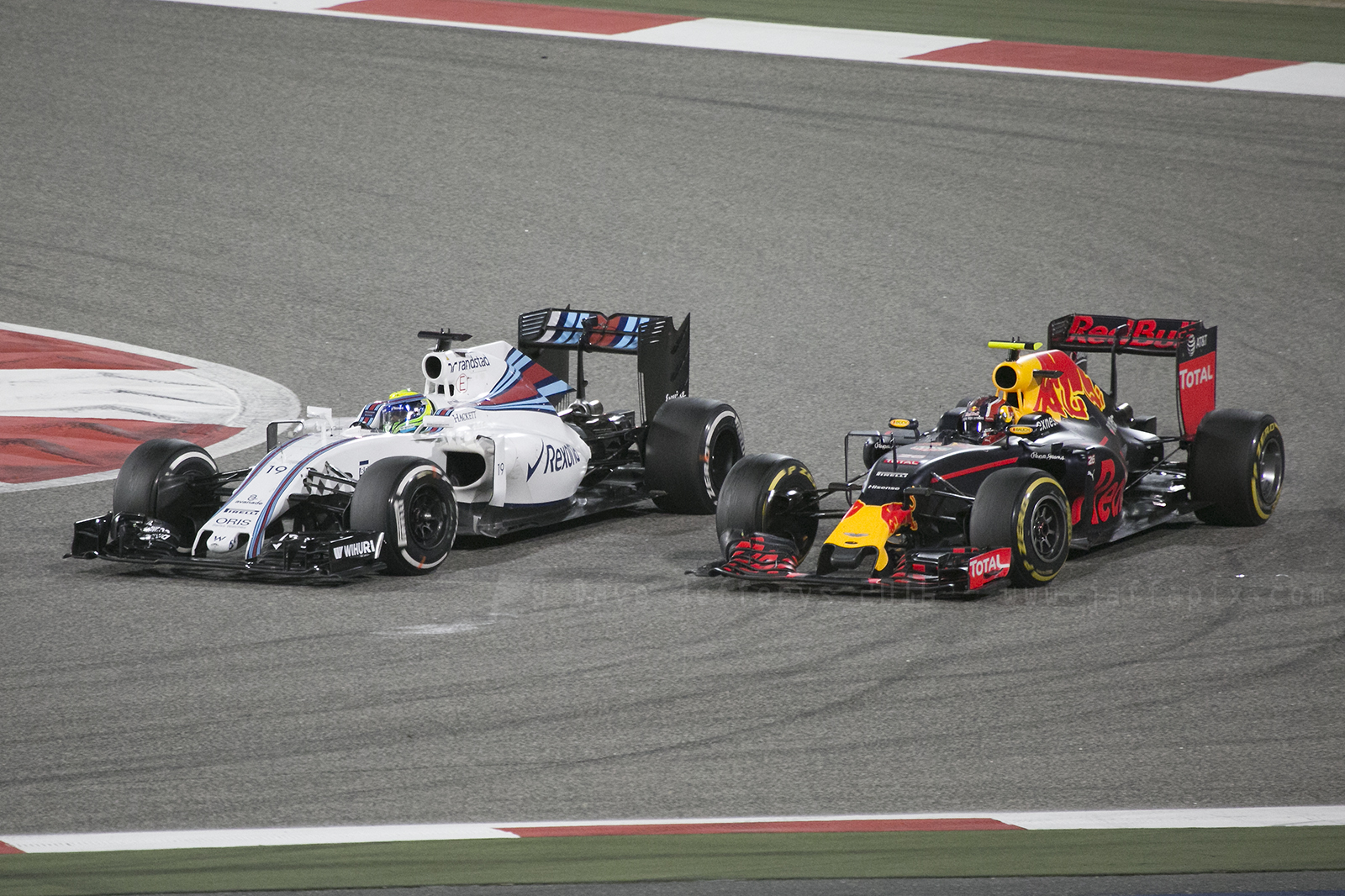
Massa et Kvyat à Bahreïn en 2016.

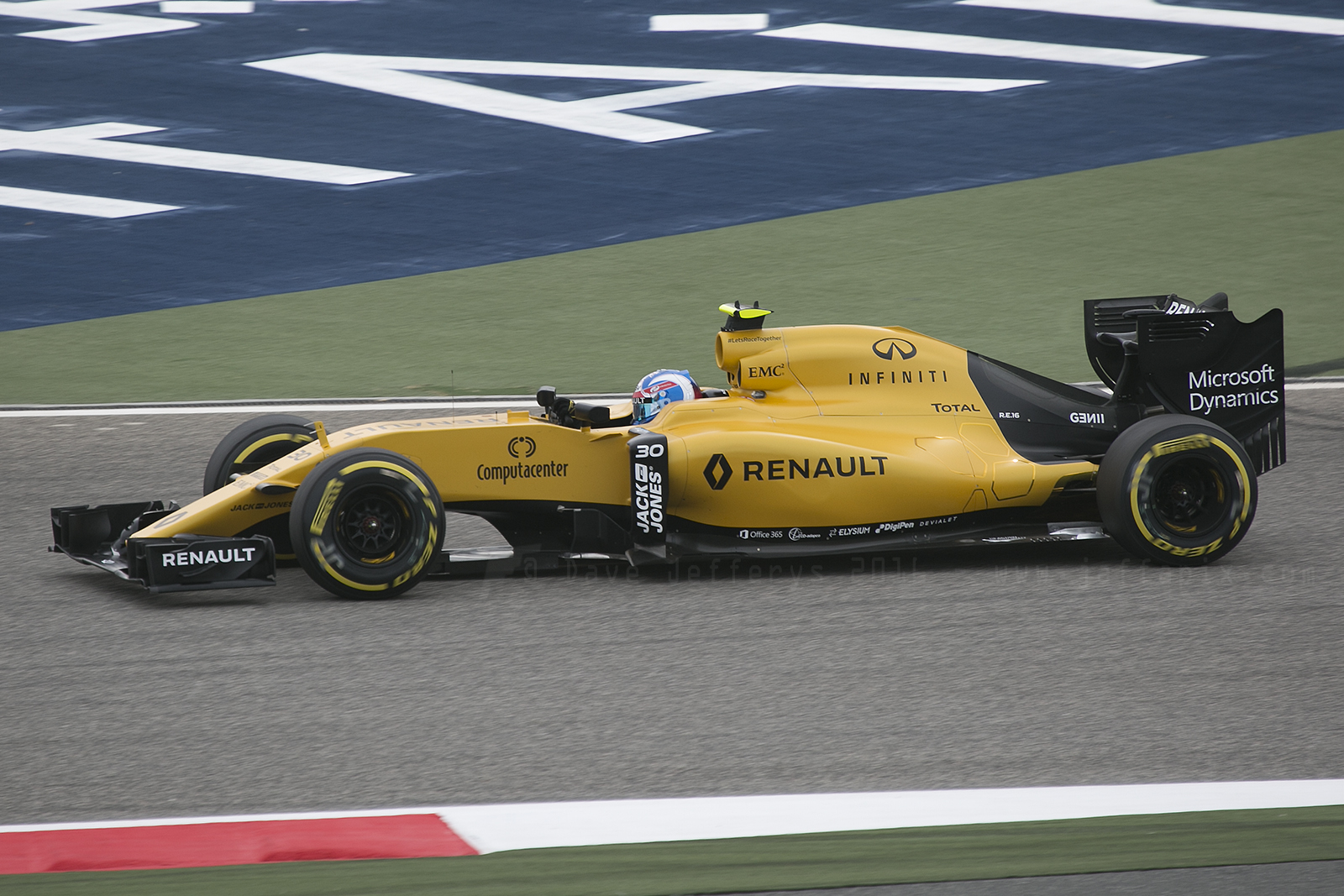
Jolyon Palmer à Bahreïn en 2016.

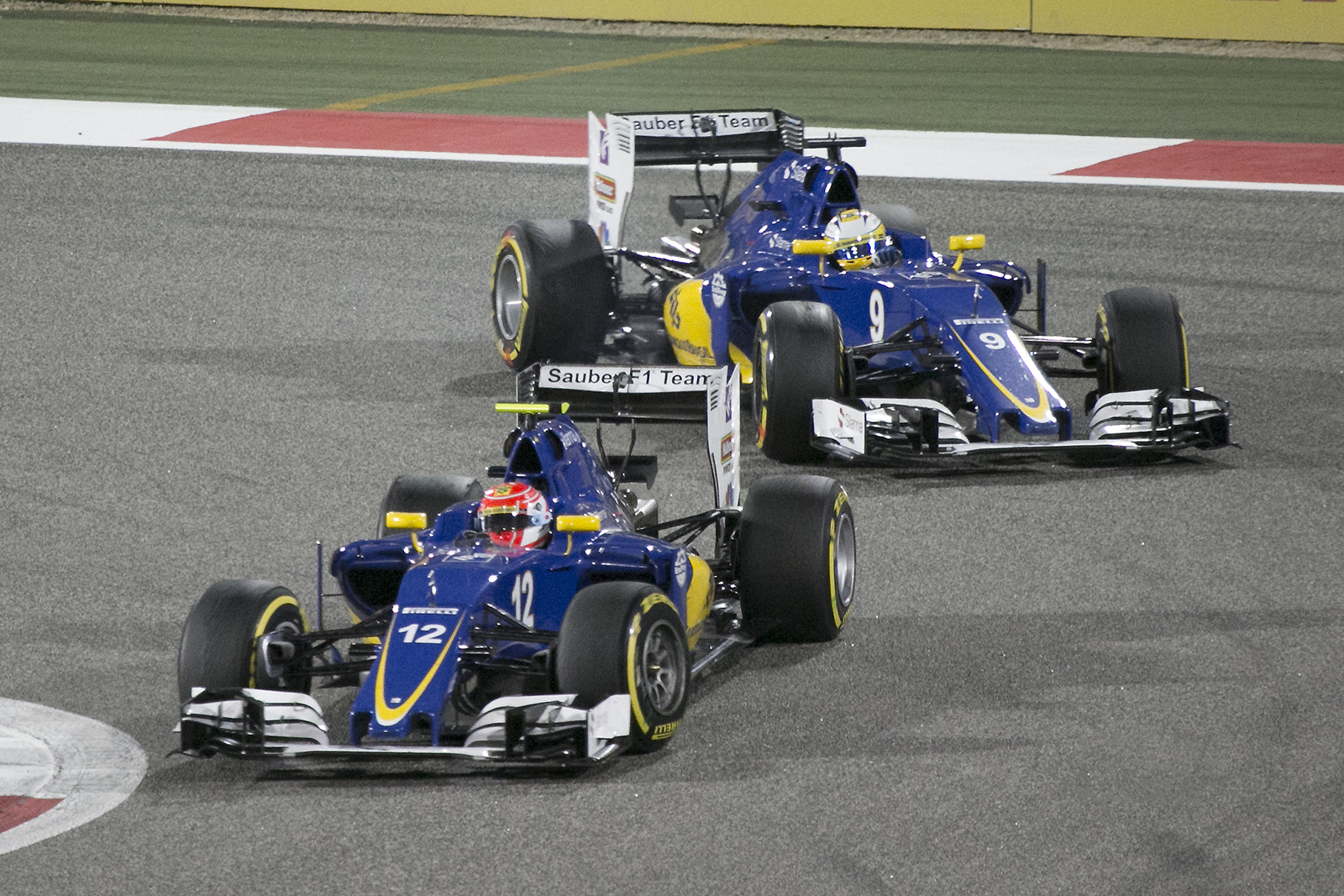
Les Sauber à Bahreïn en 2016.

| Pos.                                                                                      | Pilote            | Écurie               | Qualifications 1 | Qualifications 2 | Qualifications 3 |
| ----------------------------------------------------------------------------------------- | ----------------- | -------------------- | ---------------- | ---------------- | ---------------- |
| 1                                                                                         | Lewis Hamilton    | Mercedes             | 1 min 31 s 391   | 1 min 30 s 039   | 1 min 29 s 493   |
| 2                                                                                         | Nico Rosberg      | Mercedes             | 1 min 31 s 325   | 1 min 30 s 535   | 1 min 29 s 570   |
| 3                                                                                         | Sebastian Vettel  | Ferrari              | 1 min 31 s 636   | 1 min 30 s 409   | 1 min 30 s 012   |
| 4                                                                                         | Kimi Räikkönen    | Ferrari              | 1 min 31 s 685   | 1 min 30 s 559   | 1 min 30 s 244   |
| 5                                                                                         | Daniel Ricciardo  | Red Bull-TAG Heuer   | 1 min 31 s 403   | 1 min 31 s 122   | 1 min 30 s 854   |
| 6                                                                                         | Valtteri Bottas   | Williams-Mercedes    | 1 min 31 s 672   | 1 min 30 s 931   | 1 min 31 s 153   |
| 7                                                                                         | Felipe Massa      | Williams-Mercedes    | 1 min 32 s 045   | 1 min 31 s 374   | 1 min 31 s 155   |
| 8                                                                                         | Nico Hülkenberg   | Force India-Mercedes | 1 min 31 s 987   | 1 min 31 s 604   | 1 min 31 s 620   |
| 9                                                                                         | Romain Grosjean   | Haas-Ferrari         | 1 min 32 s 005   | 1 min 31 s 756   |                  |
| 10                                                                                        | Max Verstappen    | Toro Rosso-Ferrari   | 1 min 31 s 888   | 1 min 31 s 772   |                  |
| 11                                                                                        | Carlos Sainz Jr.  | Toro Rosso-Ferrari   | 1 min 31 s 716   | 1 min 31 s 816   |                  |
| 12                                                                                        | Stoffel Vandoorne | McLaren-Honda        | 1 min 32 s 472   | 1 min 31 s 934   |                  |
| 13                                                                                        | Esteban Gutiérrez | Haas-Ferrari         | 1 min 32 s 118   | 1 min 31 s 945   |                  |
| 14                                                                                        | Jenson Button     | McLaren-Honda        | 1 min 31 s 976   | 1 min 31 s 998   |                  |
| 15                                                                                        | Daniil Kvyat      | Red Bull-TAG Heuer   | 1 min 32 s 559   | 1 min 32 s 241   |                  |
| 16                                                                                        | Pascal Wehrlein   | Manor-Mercedes       | 1 min 32 s 806   |                  |                  |
| 17                                                                                        | Marcus Ericsson   | Sauber-Ferrari       | 1 min 32 s 840   |                  |                  |
| 18                                                                                        | Sergio Pérez      | Force India-Mercedes | 1 min 32 s 911   |                  |                  |
| 19                                                                                        | Kevin Magnussen   | Renault              | 1 min 33 s 181   |                  |                  |
| 20                                                                                        | Jolyon Palmer     | Renault              | 1 min 33 s 438   |                  |                  |
| 21                                                                                        | Rio Haryanto      | Manor-Mercedes       | 1 min 34 s 190   |                  |                  |
| 22                                                                                        | Felipe Nasr       | Sauber-Ferrari       | 1 min 34 s 388   |                  |                  |
| Temps minimal à réaliser pour la qualification : 1 min 37 s 717 (107 % de 1 min 31 s 325) |                   |                      |                  |                  |                  |

### Grille de départ du Grand Prix
- Kevin Magnussen, qui ne s'est pas présenté à la pesée à la fin de son tour de qualification lors de la seconde phase des qualifications, est pénalisé d'un départ depuis la voie des stands[12].

## Course

### Classement de la course
| Pos. | no | Pilote            | Écurie               | Tours | Temps/Abandon                    | Grille  | Points |
| ---- | -- | ----------------- | -------------------- | ----- | -------------------------------- | ------- | ------ |
| 1    | 6  | Nico Rosberg      | Mercedes             | 57    | 1 h 33 s 34 s 696 (197,634 km/h) | 2       | 25     |
| 2    | 7  | Kimi Räikkönen    | Ferrari              | 57    | + 10 s 282                       | 4       | 18     |
| 3    | 44 | Lewis Hamilton    | Mercedes             | 57    | + 30 s 148                       | 1       | 15     |
| 4    | 3  | Daniel Ricciardo  | Red Bull-TAG Heuer   | 57    | + 1 min 02 s 494                 | 5       | 12     |
| 5    | 8  | Romain Grosjean   | Haas-Ferrari         | 57    | + 1 min 18 s 299                 | 9       | 10     |
| 6    | 33 | Max Verstappen    | Toro Rosso-Ferrari   | 57    | + 1 min 20 s 929                 | 10      | 8      |
| 7    | 26 | Daniil Kvyat      | Red Bull-TAG Heuer   | 56    | + 1 tour                         | 15      | 6      |
| 8    | 19 | Felipe Massa      | Williams-Mercedes    | 56    | + 1 tour                         | 7       | 4      |
| 9    | 77 | Valtteri Bottas   | Williams-Mercedes    | 56    | + 1 tour                         | 6       | 2      |
| 10   | 47 | Stoffel Vandoorne | McLaren-Honda        | 56    | + 1 tour                         | 12      | 1      |
| 11   | 20 | Kevin Magnussen   | Renault              | 56    | + 1 tour                         | Pitlane |        |
| 12   | 9  | Marcus Ericsson   | Sauber-Ferrari       | 56    | + 1 tour                         | 17      |        |
| 13   | 94 | Pascal Wehrlein   | Manor-Mercedes       | 56    | + 1 tour                         | 16      |        |
| 14   | 12 | Felipe Nasr       | Sauber-Ferrari       | 56    | + 1 tour                         | 21      |        |
| 15   | 27 | Nico Hülkenberg   | Force India-Mercedes | 56    | + 1 tour                         | 8       |        |
| 16   | 11 | Sergio Pérez      | Force India-Mercedes | 56    | + 1 tour                         | 18      |        |
| 17   | 88 | Rio Haryanto      | Manor-Mercedes       | 56    | + 1 tour                         | 20      |        |
| Abd. | 55 | Carlos Sainz Jr.  | Toro Rosso-Ferrari   | 29    | Direction                        | 11      |        |
| Abd. | 21 | Esteban Gutiérrez | Haas-Ferrari         | 9     | Freins                           | 13      |        |
| Abd. | 22 | Jenson Button     | McLaren-Honda        | 6     | Moteur                           | 14      |        |
| Np.  | 5  | Sebastian Vettel  | Ferrari              | 0     | Moteur (tour de formation)       | 3       |        |
| Np.  | 30 | Jolyon Palmer     | Renault              | 0     | Hydraulique (tour de formation)  | 19      |        |

### Pole position et record du tour
- Pole position :  Lewis Hamilton (Mercedes) en 1 min 29 s 493 (217,706 km/h)[14].
- Meilleur tour en course :  Nico Rosberg (Mercedes) en 1 min 34 s 482 (206,211 km/h) au quarante-et-unième tour[15].

### Tours en tête
- Nico Rosberg : 56 tours (1-39 / 41-57)[16]
- Lewis Hamilton : 1 tour (40)

## Classements généraux à l'issue de la course
| Pos. | Pilote            | Écurie               | Points |
| ---- | ----------------- | -------------------- | ------ |
| 1er  | Nico Rosberg      | Mercedes             | 50     |
| 2    | Lewis Hamilton    | Mercedes             | 33     |
| 3    | Daniel Ricciardo  | Red Bull-TAG Heuer   | 24     |
| 4    | Kimi Räikkönen    | Ferrari              | 18     |
| 5    | Romain Grosjean   | Haas-Ferrari         | 18     |
| 6    | Sebastian Vettel  | Ferrari              | 15     |
| 7    | Felipe Massa      | Williams-Mercedes    | 14     |
| 8    | Max Verstappen    | Toro Rosso-Ferrari   | 9      |
| 9    | Nico Hülkenberg   | Force India-Mercedes | 6      |
| 10   | Daniil Kvyat      | Red Bull-TAG Heuer   | 6      |
| 11   | Valtteri Bottas   | Williams-Mercedes    | 6      |
| 12   | Carlos Sainz Jr.  | Toro Rosso-Ferrari   | 2      |
| 13   | Stoffel Vandoorne | McLaren-Honda        | 1      |

| Pos. | Écurie               | Points |
| ---- | -------------------- | ------ |
| 1er  | Mercedes             | 83     |
| 2    | Ferrari              | 33     |
| 3    | Red Bull-TAG Heuer   | 30     |
| 4    | Williams-Mercedes    | 20     |
| 5    | Haas-Ferrari         | 18     |
| 6    | Toro Rosso-Ferrari   | 11     |
| 7    | Force India-Mercedes | 6      |
| 8    | McLaren-Honda        | 1      |

## Statistiques

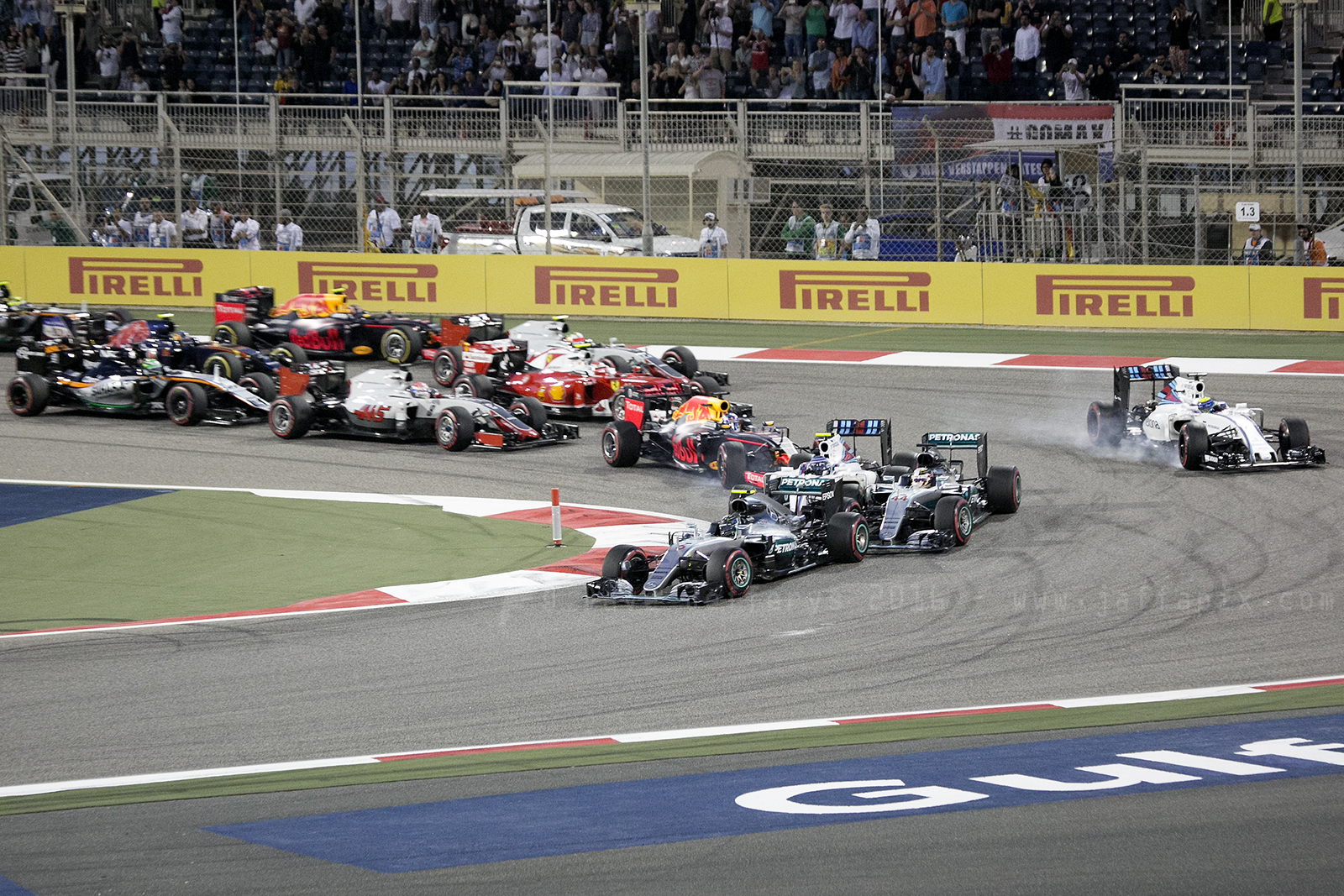
Le départ du Grand Prix de Bahreïn 2016.

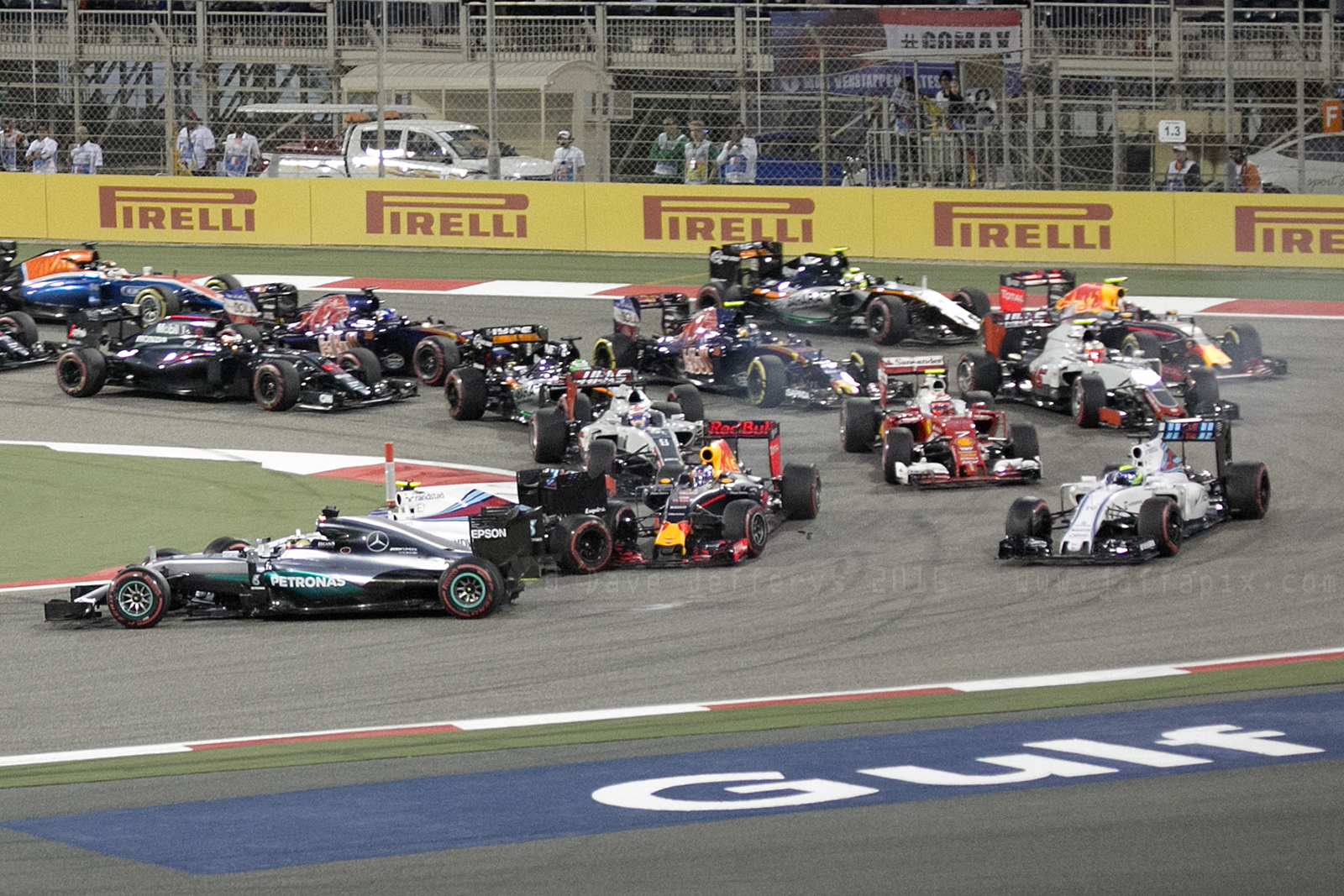
Le départ du Grand Prix de Bahreïn 2016.

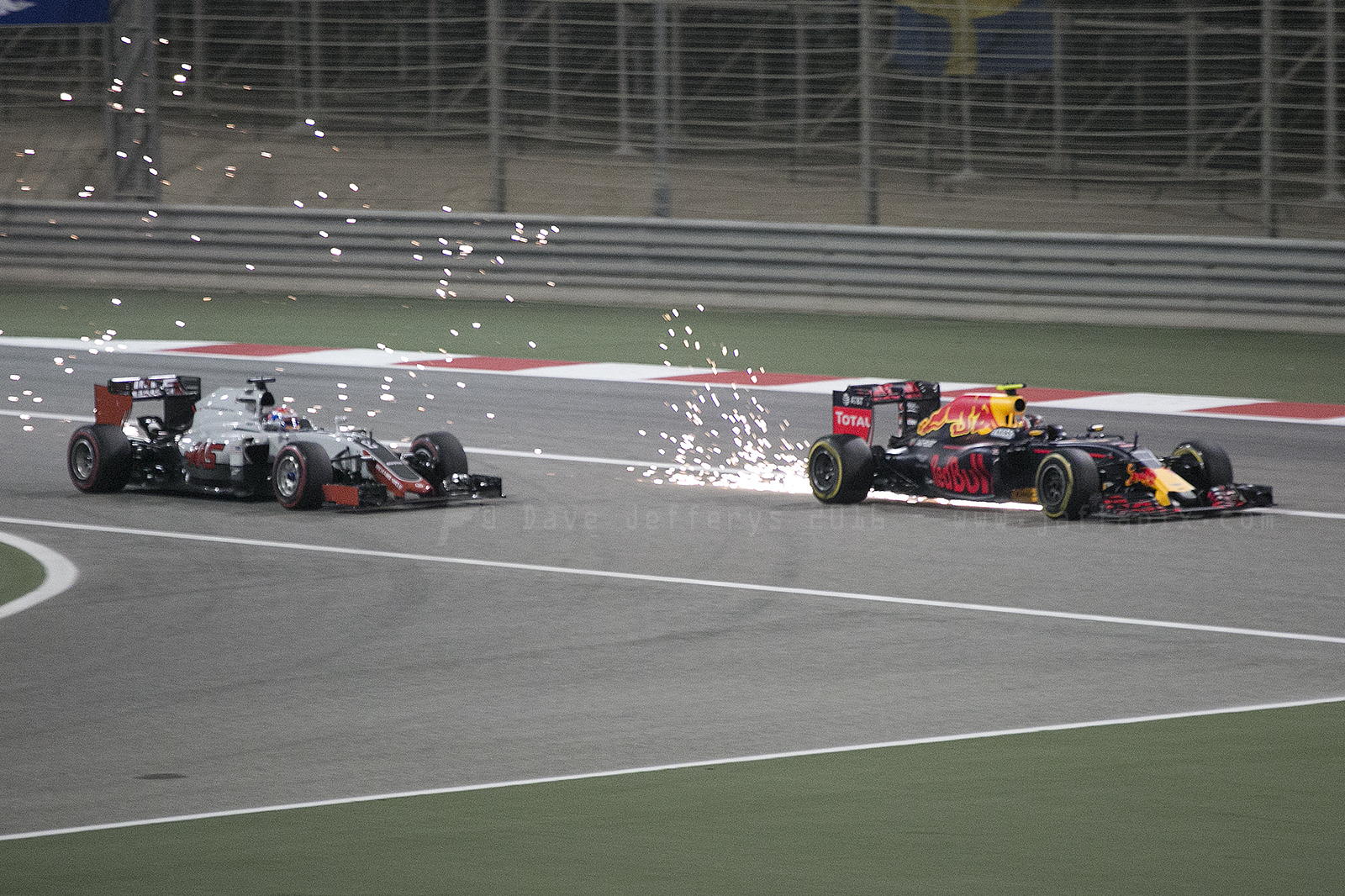
Ricciardo et Grosjean au Grand Prix de Bahreïn 2016.

Le Grand Prix de Bahreïn 2016 représente :
- la 51e pole position de Lewis Hamilton[19] ;
- la 16e victoire de sa carrière en Formule 1 pour Nico Rosberg[20] ;
- la 47e victoire pour Mercedes en tant que constructeur[21] ;
- la 133e victoire pour Mercedes en tant que motoriste[22] ;
- le 1er départ en Grand Prix de Stoffel Vandoorne[23].

Au cours de ce Grand Prix :
- Mercedes occupe la première ligne de la grille de départ pour la huitième fois consécutive[24] ;
- Lors des qualifications, Lewis Hamilton réalise sa pole position en 1 min 29 s 493, le meilleur temps absolu du circuit international de Sakhir. C'est la première fois que le record d'une des pistes du championnat du monde est battu par une voiture à moteur V6 de 1,6 litre turbocompressé hybride. En 2005, Mark Webber, au volant de sa Williams FW27 à moteur V10 avait tourné en 1 min 29 s 527 lors des essais libres. Michael Schumacher détient toutefois, en 1 min 30 s 159, le meilleur temps en course[24],[25] ;
- Avec seize victoires, Nico Rosberg rejoint Stirling Moss au titre de pilote comptant le plus de succès sans avoir remporté de titre mondial[26] ;
- Lewis Hamilton atteint la barre des 1 900 points inscrits en Formule 1[27] ;
- Romain Grosjean passe la barre des 300 points inscrits en Formule 1 (305 points)[28] ;
- Stoffel Vandoorne inscrit son premier point pour son premier départ dans la discipline[29] ;
- Romain Grosjean, cinquième du Grand Prix, est élu « Pilote du jour » lors d'un vote organisé sur le site officiel de la Formule 1[30] ;
- Derek Warwick (146 départs en Grands Prix de Formule 1 dont deux meilleurs tours en course et quatre podiums, vainqueur des 24 Heures du Mans 1992) a été nommé par la FIA conseiller pour aider dans leurs jugements le groupe des commissaires de course[31].